# Walter Kaiser (cầu thủ bóng đá)
Walter Kaiser (2 tháng 11 năm 1907 – 25 tháng 2 năm 1982) là một cầu thủ bóng đá Đức chuyên nghiệp chơi trong vai trò tiền đạo. Kaiser chơi ở Pháp cho câu lạc bộ Rennes trong khoảng thời gian từ năm 1930 đến 1938, và là vua phá lưới Ligue 1 ở mùa giải 1932-33, cùng với Robert Mercier, ghi được 15 bàn.